# Glasgow International Exhibition Cup
A Glasgow International Exhibition Cup foi uma competição de futebol realizada como parte da Feira Internacional de Glasgow de 1901.
Oito times da Scottish First Division foram convidadas para o torneio e as partidas foram disputadas em um local especialmente construído em Gilmorehill, localizado ao lado da Kelvingrove Art Gallery. O Rangers venceu a competição, derrotando o Celtic na final.
No ano seguinte, ocorreu o desastre de Ibrox em 1902, e os Rangers organizaram um torneio com os lucros para beneficiar as vítimas, oferecendo a Copa das Exposições como prêmio para os vencedores. O Celtic venceu esse torneio, a British League Cup (batendo o Rangers na final) e manteve o troféu permanentemente, apesar de sua inscrição declarar "Concedido ao Rangers FC"